# Печененко В'ячеслав Петрович
Вячесла́́в (В'ячеслав) Петро́́вич Печене́нко (нар. 2 грудня 1970, Потсдам, НДР) — військовослужбовець, поліцейський. Учасник російсько—української війни.

## Життєпис
Народився 2 грудня 1970 року у м. Потсдам (Німеччина) у родині військовослужбовця.
Закінчив Полтавське вище зенітне ракетне командне училище (1992 р), Національну академію оборони України (2005 р) та Дніпропетровський державний університет внутрішніх справ (2017, юрист-правознавець).
Службу розпочав з курсанта Полтавського вищого зенітного ракетного командного училища у серпні 1988 року. Після закінчення навчання проходив службу на командних посадах — від командира взводу до начальника штабу дивізіону у 14-му полку Національної гвардії України (м. Львів).
З грудня 2002 по серпень 2003 проходив службу старшим офіцером оперативного відділу управління Західного територіального командування внутрішніх військ МВС України.
Упродовж 2003—2005 рр — слухач факультету підготовки фахівців оперативно-тактичного рівня Національної академії оборони України.
З червня 2005 року призначений заступником начальника оперативного відділу штабу управління Центрального територіального командування внутрішніх військ МВС України.
З липня 2007 — заступник начальника штабу з мобілізаційної роботи та територіальної оборони управління Центрального територіального командування внутрішніх військ МВС України.
У вересні 2011 був звільнений у запас Збройних сил України за вислугою років.
Упродовж 2011—2014 працював керівником охорони торговельної мережі у м. Дніпропетровську.

### Російсько-українська війна
У травні 2014 полковник Вячеслав Печененко став на захист цілісності та незалежності України у лавах першого добровольчого формування особливого призначення у структурі МВС України — батальйону патрульної служби міліції особливого призначення «Дніпро-1» Головного управління Національної поліції в Дніпропетровській області, де був заступником командира.
Брав участь у боях за Іловайськ, позивний «Славутич» його підрозділ розосередився і виходив не колоною. У групі, яку він очолив, з оточення вийшло 64 вояки з різних підрозділів.
З січня 2015 року до травня 2016 — очолював «Дніпро-1», який на той момент був розгорнутий у полк.
У 2017 році Слідчий комітет РФ визнав Печененка В. П. військовим злочинцем та висунув підозру у військових злочинах. На підставі цього Генеральна прокуратура України відкрила кримінальне провадження від 29.05.2018 року, яке було закрито у зв'язку з відсутністю в діях складу кримінального правопорушення.
За участь у захисті цілісності та незалежності держави нагороджений орденом Данила Галицького, відзнакою МВС «Захиснику Маріуполя», іменною зброєю та відомчими нагородами.

### Національна поліція України
У травні 2016 полковник поліції Печененко Вячеслав Петрович призначений начальником Головного управління Національної поліції в Житомирській області.
З травня 2016-го по серпень 2019 — начальник Головного управління Національної поліції в Житомирській області.
З серпня по жовтень 2019 року — помічник Голови Національної поліції України.
З жовтня 2019 року- начальник управління організації діяльності підрозділів поліції особливого призначення Департаменту превентивної діяльності НПУ.
З січня по жовтень 2020 року виконував обов'язки Заступника Командувача операції об'єднаних сил з питань застосування сил та засобів Національної поліції України.
З листопада 2020 року — помічник Голови Національної поліції України.
2 січня 2021 року звільнений з лав Національної поліції України за вислугою років.

### Сумська обласна державна адміністрація
12 січня 2021 року призначений заступником голови Сумської обласної державної адміністрації.
З 24 лютого 2022 року, під час повномасштабної збройної агресії рф проти України Печененко В. П. розпочав координацію дій між підрозділами та органами Збройних Сил України, Сил територіальної оборони, іншими підрозділами сил оборони та правоохоронних органів, що розміщуються та/або повноваження яких поширюються на Сумську область, добровольчих формувань територіальних громад тощо.
4.07.2023 року звільнений з посади за власним бажанням.

## Нагороди
- Орден Данила Галицького (жовтень 2015) — за особистий внесок у зміцнення обороноздатності Української держави, мужність, самовідданість і високий професіоналізм, виявлені під час бойових дій та при виконанні службових обов'язків.[2]
- відзнака Президента України «За участь в АТО»
- подяка Президента України (жовтень 2016 року)
- відзнака МВС медаль «Захиснику Маріуполя» (листопад 2015)[джерело?]
- іменна вогнепальна зброя (вересень 2014)[джерело?]
- Почесний нагрудний знак Головнокомандувача ЗСУ «За заслуги перед Збройними Силами України»
- Відзнака Командувача операції об'єднаних сил «Козацький хрест» І ступеня
- Медаль «Операція об'єднаних сил. За звитягу та вірність»
- відзнака МВС «За відзнаку в службі» І і ІІ ступенів
- відзнака Національної поліції України «Ветеран служби»
- інші відомчі нагороди.